# Стафурово (Костромская область)
Стафурово — деревня в Солигаличском муниципальном округе Костромской области. Входит в состав Лосевского сельского поселения

## География
Находится в северо-западной части Костромской области на расстоянии приблизительно 19 км на юг-юго-восток по прямой от города Солигалич, административного центра района.

## История
Деревня была отмечена еще на карте 1840 года. В 1872 году здесь было отмечено 18 дворов, в 1907 году—17.

## Население
Постоянное население составляло 80 человек, 70 (1897), 85 (1907), 10 в 2002 году (русские 100 %), 3 в 2022.